# Helianthus nuttallii
Helianthus nuttallii — вид квіткових рослин з родини айстрових (Asteraceae).

## Біоморфологічна характеристика
Це багаторічник 100–400 см (кореневищні). Стебла (зазвичай жовто-коричневі чи зеленуваті, іноді сизі) прямовисні, голі, ± ворсисті чи шорсткі. Листки стеблові; всі чи переважно протилежні до переважно чергових; листкові ніжки 0.5–1.5 см; листкові пластини від світло- до темно-зелених, від ± ланцетних до ± яйцеподібних, 4–20 × 0.8–4 см, краї цілі чи ± зазубрені (плоскі), абаксіальні (низ) сторони ворсинчасті, залозисто-крапчасті. Квіткових голів 1–6. Променеві квітки 10–21; пластинки 20–25 мм. Дискові квітки 60+; віночки 5–7 мм, частки жовті; пиляки від темно-коричневих до чорних. Ципсели 3–5 мм, голі. 2n = 34.

## Умови зростання
Канада (Саскачеван, Манітоба, Британська Колумбія, Альберта); США (Вайомінг, Канзас, Айова, Айдахо, Колорадо, Каліфорнія, Аризона, Міннесота, Міссурі, Монтана, Небраска, Невада, Нью-Мексико, Північна Дакота, Оклахома, Орегон, Південна Дакота, Юта, Вашингтон). Населяє прісноводні та солончакові болота, вологі відкриті місця, канави та узбіччя доріг, відкриті ділянки на піщаних сухих ґрунтах; 10–2700 метрів.

## Значущість
Цей вид є третинним диким родичем культивованого соняшнику Helianthus annuus і належить до другої групи таксонів топінамбура H. tuberosus і тому має потенціал для використання як донора генів для покращення врожаю. Крім того, рід Helianthus приваблює велику кількість місцевих бджіл.